# لهيعة الحضرمي
لَهِيعَة الحَضْرَميّ هو صحابي ومعروف في التابعين، ذكره فيهم البخاري، وابْنُ أَبِي حَاتِمٍ، وَابْنُ حِبَّان، وَابْنُ يُونُسَ، وتكلم فيه الأزدي ؛ ووثقه ابن حبان.
ذكره أَبُو مُوسَى في كِتاب «الذيل»، وقال: يُقال إن أبا زرعة الرازي ذكره في الصحابة.

## روايته
روى مُحمد بن عبد اللّه التيمي، عن لهيعة الحضرمي: أَن النبي صَلَّى الله عليه وسلم نام يومًا وعنده بعض نسائه، فرأَت وجهه يتلوّن، ثم إِنه، أَسفر. فلما استيقظ، فَقالت: يا رسول الله، لقد رأَيت ما نالك اليوم ما لم أَكن أَرى!‍ قال: «إِنَّ الَّذِي رَأَيْتِ مِنِّي أَنِّي رَأَيْتُ الْصِّرَاطَ، فمر أبو بكر الصديق فما كاد يخلص حتى ظننت لا يخلص، ثم خلص، فلذلك أَسفر وجهي».

## وفاته
قيل إنه مات سنة مائة للهجرة.